# Balinivka, Dunaiivți
Balinivka (în ucraineană Балинівка) este un sat în comuna Balîn din raionul Dunaiivți, regiunea Hmelnîțkîi, Ucraina.

## Demografie
Componența lingvistică a localității Balinivka
     Ucraineană (98,32%)
     Rusă (1,51%)
Conform recensământului din 2001, majoritatea populației localității Balinivka era vorbitoare de ucraineană (98,32%), existând în minoritate și vorbitori de rusă (1,51%).